# Domenichino

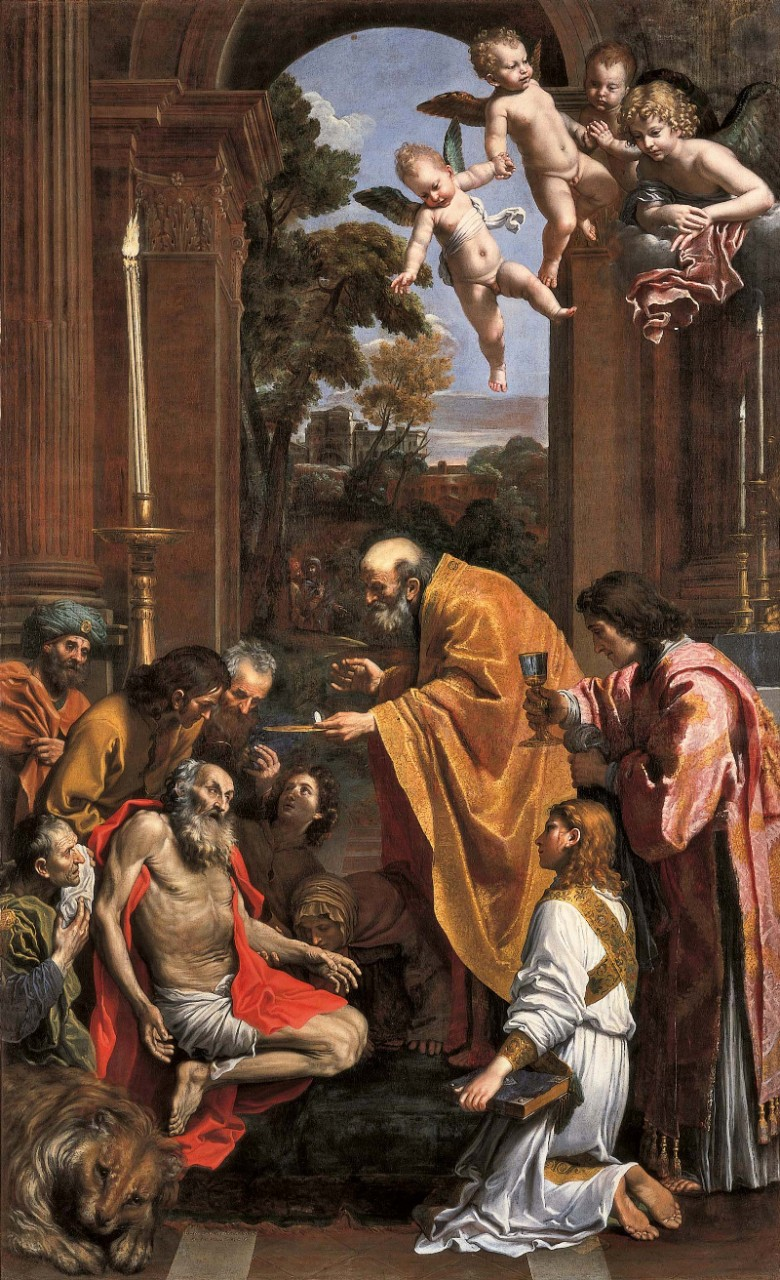
Ostatnia Komunia św. Hieronima (1614)

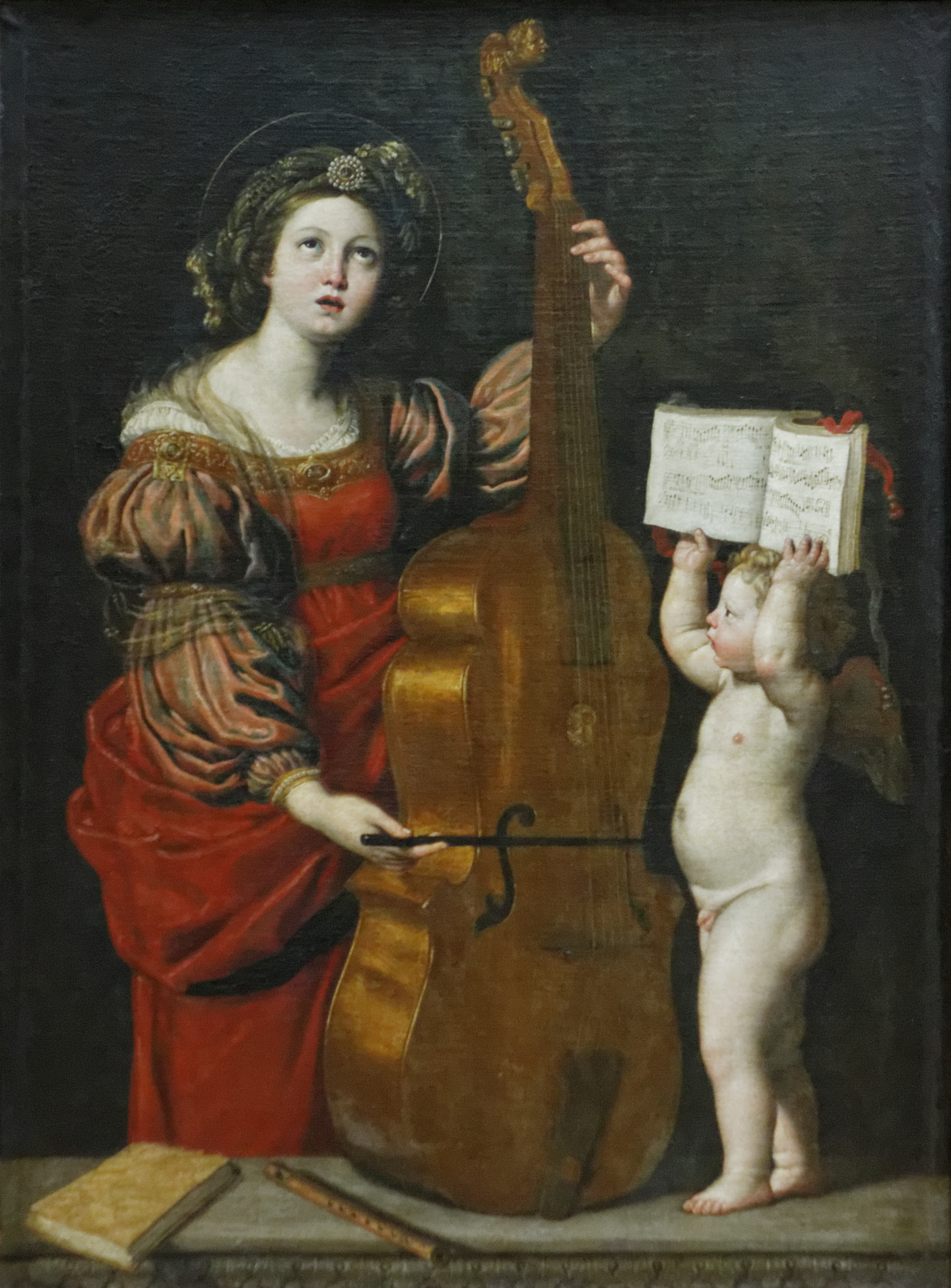
Św. Cecylia (1617)

Męczeństwo św. Piotra Męczennika (1619-21)

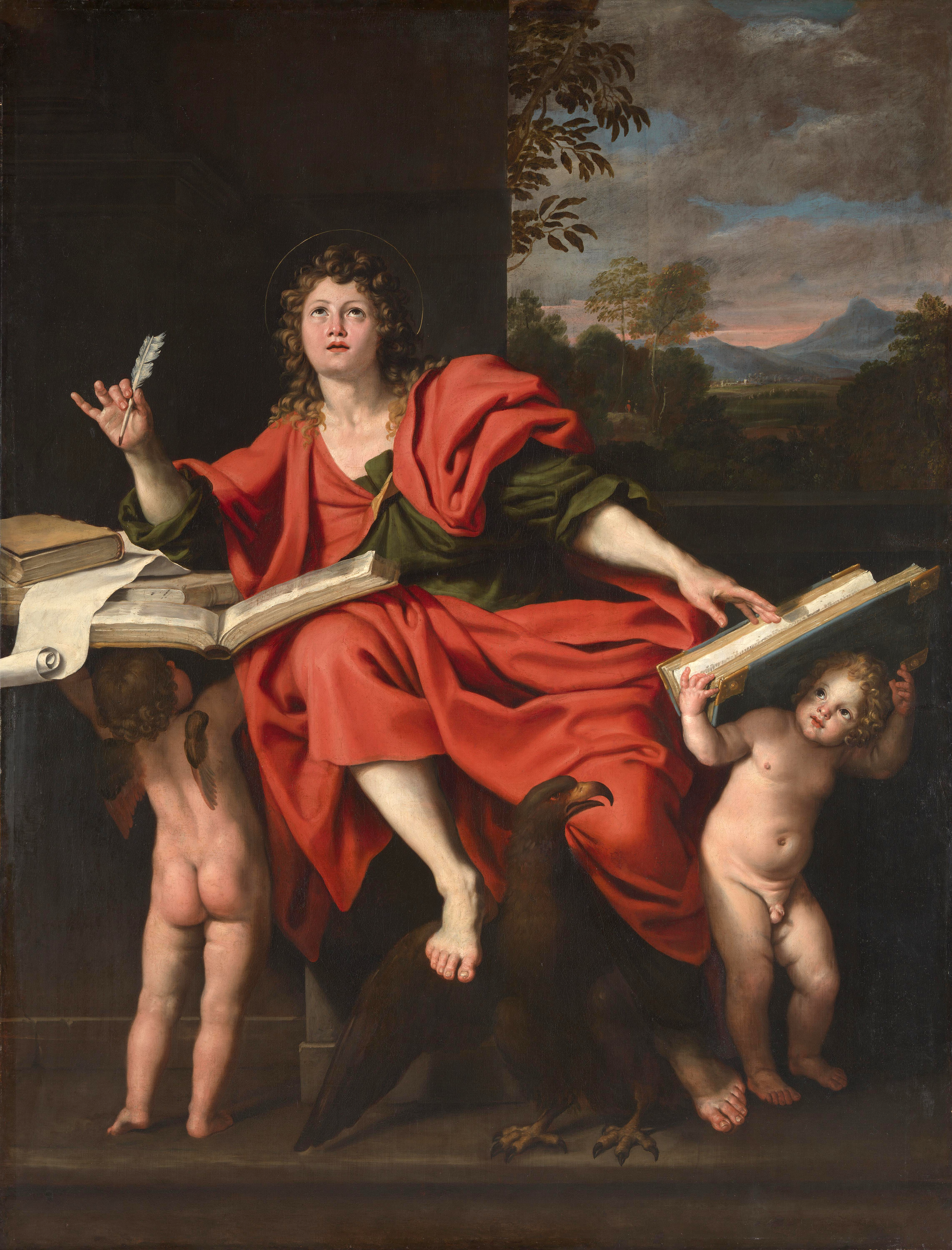
Św. Jan Ewangelista (1621-29)

Domenichino, właśc. Domenico Zampieri (ur. 21 października 1581 w Bolonii, zm. 6 kwietnia 1641 w Neapolu) – włoski malarz i rysownik okresu baroku.

## Życiorys
Był uczniem flamandzkiego malarza Denisa Calvaerta. W 1602 wyjechał do Rzymu, gdzie studiował w Akademii Carraccich. W 1602 został współpracownikiem Annibale Carracciego. Był autorem szeregu fresków, m.in. w Palazzo Farnese (1603-4), kościele San Onofrio (1604-5) i oratorium San Gregorio Magno (1609) w Rzymie. W 1612 wyjechał na krótko do Bolonii. Po powrocie do Rzymu wykonał freski ze scenami z życia Świętej Cecylii w kościele San Luigi dei Francesi oraz zaprojektował sklepienie i obraz ołtarzowy w kościele Matki Boskiej na Zatybrzu. W czasach pontyfikatu Grzegorza XV uzyskał tytuł architekta papieskiego. W 1631 wyjechał do Neapolu, gdzie wykonał freski w kościele San Gennaro.
Jego szczytowym osiągnięciem w dziedzinie malarstwa dekoracyjnego są monumentalne freski w rzymskim kościele Sant'Andrea della Valle (1624-28) z przedstawieniem 4 ewangelistów w pendentywach kopuły oraz scen z życia Andrzeja Apostoła w prezbiterium, odznaczające się niezwykłą plastycznością postaci, wyrazistością rysunku i umiejętnym zakomponowaniem wielkich przestrzeni.
Malował obrazy o tematyce religijnej, mitologicznej i alegorycznej oraz pejzaże. Był też znakomitym portrecistą (portrety przedstawicieli rzymskiej arystokracji i dworu papieskiego). Reprezentował nurt klasycyzujący rzymskiego malarstwa barokowego. Kontynuował tradycję Rafaela i Annibale Carracciego. Jego kompozycje figuralne odznaczają się dużą ekspresją, precyzją rysunku oraz harmonią kompozycji.
Pozostawił ok. 2000 rysunków. Duża część spuścizny rysunkowej artysty znajduje się obecnie w zbiorach królewskich w Windsorze. Zajmował się również rzeźbą i muzyką. Jego uczniami byli m.in. Gian Pietro Bellori, Giovanni Francesco Romanelli i Pietro Testa.
Często naśladowano go i kopiowano w następnych stuleciach. Szczególnie duży wpływ wywarł na malarstwo akademików w XIX w.

## Dzieła artysty

### Płótna
- Krajobraz z brodem –  ok. 1603, Rzym, Galleria Doria Pamphili
- Zuzanna i starcy – 1603, Rzym, Galleria Doria Pamphili
- Portret młodego mężczyzny – 1603, Darmstadt, Hessisches Landesmuseum
- Portret kardynała Agucchi – 1604 – 1605, Florencja, Galeria Uffizi
- Opłakiwanie – ok. 1604, Nowy Jork, Metropolitan Museum of Art
- Krajobraz z pustelnikiem – 1605 – 1606, Paryż, Luwr
- Madonna z Dzieciątkiem i św. Janem Chrzcicielem – (ok. 1605, Paryż, Luwr
- Krajobraz z ucieczką do Egiptu – ok. 1605, Oberlin (Ohio), Allen Memorial Art Museum
- Krajobraz ze św. Hieronimem – 1605–1610, Glasgow, Art Gallery and Museum
- Św. Sebastian – 1605–1610, Drezno, Galeria Obrazów Starych Mistrzów w Dreźnie
- Łuk triumfalny – 1607–1610, Madryt, Prado
- Pokłon pasterzy – 1607–1608, Edynburg, National Gallery of Scotland
- Św. Jerzy zabijający smoka – (ok. 1610), National Gallery w Londynie
- Droga na Kalwarię – ok. 1610, Los Angeles, J. Paul Getty Museum
- Krajobraz z Tobiaszem i aniołem – 1610 – 1612, Londyn, National Gallery w Londynie
- Ostatnia Komunia św. Hieronima – 1614, Rzym, Pinakoteka Watykańska
- Krajobraz z Sylwią i satyrem – 1615–1620, Bolonia, Pinacoteca Nazionale
- Sybilla – 1616–1617, Rzym, Galeria Borghese
- Wyrok Diany w zawodach w strzelaniu do ptaka – 1617, olej na płótnie 225 × 320 cm, Rzym, Galeria Borghese
- Św. Cecylia – 1617–1618, Paryż, Luwr
- Król Dawid grający na harfie –  1619 – 1620, Wersal, Musée National de Château
- Męczeństwo św. Piotra Męczennika – 1619–1621, Bolonia, Pinacoteca Nazionale
- Męczeństwo św. Agnieszki – 1619–1625, Bolonia, Pinacoteca Nazionale
- Maria Magdalena w chwale – ok. 1620, Petersburg, Ermitaż
- Krajobraz z ucieczką do Egiptu – 1620–1623, Paryż, Luwr
- Portret Virginia Cesarini – ok. 1620, Florencja, Galeria Uffizi
- Św. Agnieszka – ok. 1620, Windsor, Royal Collection
- Św. Cecylia z aniołem trzymającym nuty – 1620, Paryż, Luwr
- Rinaldo i Armida – 1620–1621, Paryż, Luwr
- Madonna z Dzieciątkiem i św. Franciszkiem – 1621 – 1625, Paryż, Luwr
- Erminia wśród pasterzy – 1622–1625, Paryż, Luwr
- Krajobraz z Heraklesem i Acheloosem – 1622–1623, Paryż, Luwr
- Krajobraz z Heraklesem i Kakusem – 1622–1623, Paryż, Luwr
- Wizja Chrystusa i Boga Ojca przez św. Ignacego Loyolę w La Storta - ok. 1622, Los Angeles, Los Angeles County Museum of Art
- Sybilla z Kume – 1622–1623, Rzym, Pinacoteca Capitolina
- Adam i Ewa –  1623–1625 Grenoble, Musée de Grenoble
- Alegoria Rolnictwa, Astronomii i Architektury – 1624–1625, Turyn, Galleria Sabauda
- Ofiara Izaaka – 1627–1628, Madryt, Prado
- Św. Maria Magdalena – 1630, Florencja, pałac Pitti

- Św. Jan Ewangelista –  Petersburg, Ermitaż
- Ucieczka do Egiptu –  Rzym, Galleria Nazionale d'Arte Antica
- Odpoczynek Wenus –  Petersburg, Ermitaż
- Adam i Ewa –  Rzym, Galleria Nazionale d'Arte Antica

### Freski
- Biczowanie św. Andrzeja – 1609, Rzym San Gregorio Magno, Oratorio di Sant' Andrea
- Komunia św. Hieronima – Bazylika św. Piotra, Rzym